# Saison 1969-1970 de la LAH
Saison précédente Saison suivante
La saison 1969-1970 de la Ligue américaine de hockey est la 34e saison de la ligue. Neuf équipes jouent chacune 72 matchs en saison régulière. Les Bisons de Buffalo remportent leur cinquième coupe Calder.

## Changement de franchise
- Les Voyageurs de Montréal deviennent la deuxième équipe canadienne de la ligue et rejoignent la division Est.
- Les As de Québec passent de la division Ouest à la division Est.
- Les Clippers de Baltimore et les Bears de Hershey passent de la division Est à la division Ouest.

## Saison régulière

### Classement
| Clt   | Équipe                | PJ | V  | D  | N  | BP  | BC  | Pts |
| ----- | --------------------- | -- | -- | -- | -- | --- | --- | --- |
| +001, | Voyageurs de Montréal | 72 | 43 | 15 | 14 | 327 | 195 | 100 |
| +002, | Kings de Springfield  | 72 | 38 | 29 | 5  | 287 | 287 | 81  |
| +003, | As de Québec          | 72 | 27 | 39 | 6  | 221 | 272 | 60  |
| +004, | Reds de Providence    | 72 | 23 | 36 | 13 | 218 | 267 | 59  |

| Clt   | Équipe                 | PJ | V  | D  | N  | BP  | BC  | Pts |
| ----- | ---------------------- | -- | -- | -- | -- | --- | --- | --- |
| +001, | Bisons de Buffalo      | 72 | 40 | 17 | 15 | 280 | 193 | 95  |
| +002, | Bears de Hershey       | 72 | 28 | 28 | 16 | 247 | 249 | 72  |
| +003, | Clippers de Baltimore  | 72 | 25 | 30 | 17 | 230 | 252 | 67  |
| +004, | Barons de Cleveland    | 72 | 23 | 33 | 16 | 222 | 255 | 62  |
| +005, | Americans de Rochester | 72 | 18 | 38 | 16 | 253 | 315 | 52  |

- En gras : qualifiés pour les séries

### Meilleurs pointeurs
| Joueur          | Équipe                 | PJ | B  | A  | Pts | Pun |
| --------------- | ---------------------- | -- | -- | -- | --- | --- |
| Jude Drouin     | Voyageurs de Montréal  | 65 | 37 | 69 | 106 | 88  |
| Gord Labossiere | Kings de Springfield   | 60 | 30 | 59 | 89  | 94  |
| Guy Trottier    | Bisons de Buffalo      | 71 | 55 | 33 | 88  | 8   |
| Doug Robinson   | Kings de Springfield   | 70 | 45 | 41 | 86  | 26  |
| Marc Dufour     | Kings de Springfield   | 71 | 32 | 53 | 85  | 22  |
| Guy Charron     | Voyageurs de Montréal  | 65 | 37 | 45 | 82  | 20  |
| Norm Beaudin    | Barons de Cleveland    | 70 | 37 | 44 | 81  | 10  |
| Rene Drolet     | As de Québec           | 71 | 32 | 48 | 80  | 42  |
| Bill Inglis     | Kings de Springfield   | 72 | 31 | 44 | 75  | 25  |
| Norm Armstrong  | Americans de Rochester | 70 | 30 | 45 | 75  | 117 |

## Séries éliminatoires
Les trois premiers de chaque division sont qualifiés. Les matchs des séries sont organisés ainsi :
- Le premier de chaque division rencontre le troisième de la division adverse. Les deuxièmes de chaque division se rencontrent. Toutes ces séries sont jouées au meilleur des sept matchs.
- Les trois vainqueurs se rencontrent dans une phase de poule où chacun rencontre deux fois ses adversaires. Les deux meilleures équipes sont qualifiées pour la finale.
- La finale se joue au meilleur des sept matchs[3].

### Premier tour

#### Montréal contre Baltimore
| 7 avril | Voyageurs de Montréal | 4-0 | Clippers de Baltimore |  |

| 10 avril | Voyageurs de Montréal | 6-3 | Clippers de Baltimore |  |

| 12 avril | Clippers de Baltimore | 4-3 (pr) | Voyageurs de Montréal |  |

| 15 avril | Clippers de Baltimore | 1-3 | Voyageurs de Montréal |  |

| 17 avril | Voyageurs de Montréal | 10-6 | Clippers de Baltimore |  |

#### Buffalo contre Québec
| 8 avril | Bisons de Buffalo | 1-2 (pr) | As de Québec |  |

| 10 avril | Bisons de Buffalo | 4-3 | As de Québec |  |

| 12 avril | As de Québec | 3-2 (pr) | Bisons de Buffalo |  |

| 15 avril | As de Québec | 2-3 (pr) | Bisons de Buffalo |  |

| 16 avril | Bisons de Buffalo | 2-0 | As de Québec |  |

| 18 avril | As de Québec | 1-3 | Bisons de Buffalo |  |

#### Springfield contre Hershey
| 8 avril | Kings de Pringfield | 1-2 (pr) | Bears de Hershey |  |

| 11 avril | Kings de Pringfield | 3-2 | Bears de Hershey |  |

| 12 avril | Kings de Pringfield | 3-6 | Bears de Hershey |  |

| 14 avril | Bears de Hershey | 3-4 | Kings de Pringfield |  |

| 16 avril | Bears de Hershey | 2-3 (pr) | Kings de Pringfield |  |

| 18 avril | Bears de Hershey | 2-1 | Kings de Pringfield |  |

| 19 avril | Kings de Pringfield | 5-4 (pr) | Bears de Hershey |  |

### Deuxième tour

#### Résultats
| 22 avril | Voyageurs de Montréal | 2-3 | Kings de Springfield |  |

| 26 avril | Bisons de Buffalo | 2-1 (pr) | Kings de Springfield |  |

| 29 avril | Kings de Springfield | 7-4 | Bisons de Buffalo |  |

| 1er mai | Voyageurs de Montréal | 1-3 | Bisons de Buffalo |  |

| 3 mai | Bisons de Buffalo | 4-2 | Voyageurs de Montréal |  |

#### Classement
| Clt   | Équipe                | PJ | V | D | BP | BC |
| ----- | --------------------- | -- | - | - | -- | -- |
| +001, | Bisons de Buffalo     | 4  | 3 | 1 | 13 | 11 |
| +002, | Kings de Springfield  | 3  | 2 | 1 | 11 | 8  |
| +003, | Voyageurs de Montréal | 3  | 0 | 3 | 5  | 10 |

- En gras : qualifié pour la finale

### Finale
Les Bisons de Buffalo remportent la coupe Calder en 4 matchs.
| 6 mai | Bisons de Buffalo | 4-3 | Kings de Springfield |  |

| 9 mai | Bisons de Buffalo | 5-2 | Kings de Springfield |  |

| 10 mai | Bisons de Buffalo | 6-2 | Kings de Springfield |  |

| 13 mai | Kings de Springfield | 2-6 | Bisons de Buffalo |  |

## Trophées

### Trophées collectifs
| Coupe Calder : Vainqueurs des séries                       | Bisons de Buffalo     |
| Trophée F.-G.-« Teddy »-Oke : Champions de la division Est | Voyageurs de Montréal |
| Trophée John-D.-Chick : Champions de la division Ouest     | Bisons de Buffalo     |

### Trophées individuels
| Trophée Les-Cunningham : Meilleur joueur de la saison                                 | Gilles Villemure (Bisons de Buffalo) |
| Trophée John-B.-Sollenberger : Meilleur pointeur                                      | Jude Drouin (Voyageurs de Montréal)  |
| Trophée Dudley-« Red »-Garrett : Meilleure recrue                                     | Noel Price (Kings de Springfield)    |
| Trophée Eddie-Shore : Meilleur défenseur de la saison                                 | Bob Blackburn (Bisons de Buffalo)    |
| Trophée Harry-« Hap »-Holmes : Gardien ayant la plus petite moyenne de buts encaissés | Gilles Villemure (Bisons de Buffalo) |
| Trophée Louis-A.-R.-Pieri : Meilleur entraîneur de la saison                          | Fred Shero (Bisons de Buffalo)       |